# Reforma política no Brasil em 2015
A reforma política no Brasil em 2015 foi o conjunto de propostas de alterações na legislação eleitoral capitaneadas por Eduardo Cunha, como mais uma etapa de Reforma política no país. As propostas transcorreram em sua maioria durante o ano de 2015, algumas sendo finalizadas no início de 2016. Nessa época, a país vivia o crise política e econômica de 2014 no país. A economia encontrava-se em grave estado recessivo, e uma crise política, ligada a escândalos de corrupção, minavam a confiança do povo na classe política.

## Antecedentes

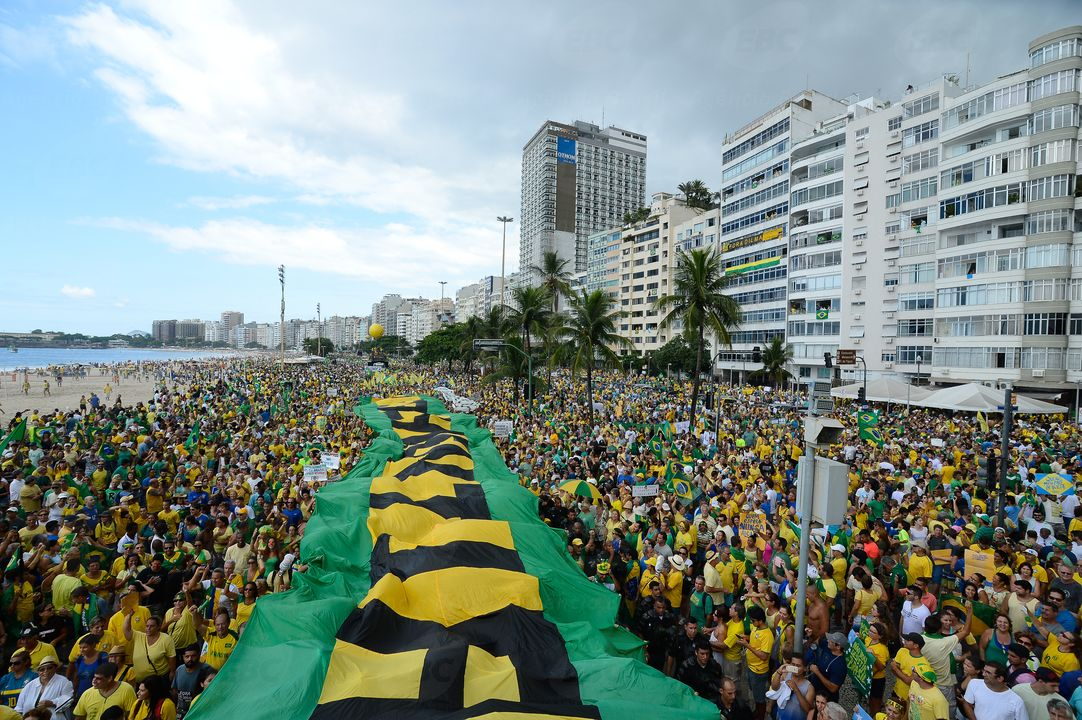
Protestos contra o Governo Dilma Rousseff, no Rio de Janeiro

Após as Jornadas de Junho, em 2013, cresceu o clamor popular por uma reforma política, o que levou a então presidente, Dilma Roussef, a propor um pacto nacional que previa a formação de um Constituinte Exclusiva com o objetivo de reformar a Constituição. Pela ideia da Constituinte, seria eleito um outro congresso, paralelo ao congresso normal, apenas para reformar o sistema político. No entanto, esta ideia foi rejeitada pelo vice-presidente, pela OAB e pela oposição, e acabou abandonada pelo governo.
Foi proposta, como alternativa, a realização de um plebiscito, onde a população responderia a várias perguntas sobre como gostaria que fosse o sistema político. Estariam em discussões como se o voto seria por sistema proporcional de lista fechada, proporcional nominal (em vigor), distrital, ou distrital misto; ou se o financiamento das campanhas deveria ser público, privado ou misto (como em vigor no momento). Tal plebiscito, no entanto, também acabou esquecido, tão logo esfriaram os protestos. A única consequência no sistema político que por fim, acabou atribuída às manifestações, foi o fim do voto secreto nas cassações de parlamentares.
Em junho de 2013, foi apresentada por diversas entidade, entre as quais a OAB, a CNBB e o MCCE, o projeto "Eleições Limpas", que previa o fim do financiamento de empresas, e o sistema eleitoral proporcional em dois turnos.
Ainda em 2013 foi proposto pelo governo um projeto de lei que dificultava a criação de novos partidos, ao estabelecer que os parlamentares que mudassem para os partidos novos, não levariam o tempo de TV e o fundo partidário correspondente, como aconteceu em relação ao então recém-criado PSD, cuja criação foi estimulada pelo governo. Àquela altura, em 2013, Marina Silva, provável adversária de Dilma Roussef na eleição seguinte, buscava formalizar a criação do partido Rede Sustentabilidade, e aquele projeto, visto como uma tentativa de dificultar o fortalecimento do novo partido, foi chamado de "Lei Anti-Marina".
Em 2014, foi a julgamento no STF a ação direta de inconstitucionalidade nº 4650, em que a OAB pedia o fim do financiamento de pessoas jurídicas a campanhas eleitorais. O julgamento já tinha maioria a favor do pedido, quando o ministro Gilmar Mendes pediu vistas, o que paralisou o julgamento por mais de um ano, atitude que foi criticada pela esquerda, majoritariamente favorável ao fim deste tipo de financiamento eleitoral. Gilmar declarou posteriormente que caberia ao Congresso decidir aquela matéria.

## A reforma

### Câmara
Após as Eleições de 2014, com a eleição de novo governo e novo congresso, e a chegada de Eduardo Cunha à presidência da Câmara Federal, na primeira metade da 55.ª legislatura, formaram-se as condições para a realização da reforma. Eduardo Cunha imprimiu ritmo acelerado aos trabalhos, defendendo como prioridades a constitucionalização das doações de pessoas jurídicas, e a mudança do sistema de votação, do proporcional nominal para o sistema do chamado "distritão", por oposição ao voto distrital, defendido pelo PSDB, e ao voto proporcional de lista fechada, defendida pelo PT e PC do B.
As propostas de Eduardo Cunha, por irem na contramão de diversos segmentos da sociedade civil, especialmente a questão do financiamento empresarial, foram chamadas pelo PSOL de "contrarreforma" política. A OAB também qualificou as ideias de Cunha como "retrocesso".
A reforma passou a tramitar em duas frentes: o PL 5735/2013 chamado de minirreforma política, e a PEC 113/2015. Algumas das propostas eram comuns a ambas as proposições, tendo o projeto de lei o objetivo de aprovar mudanças mais rapidamente, e a PEC, o objetivo de torná-las mais consolidadas, tendo em vista o julgamento da ADI, que estava paralisado desde o pedido de vistas do ministro Gilmar. Uma simples mudança eleitoral poderia ainda ser derrubada pelo STF, o que seria mais difícil de acontecer em caso de uma declaração explícita na Constituição em favor do financiamento empresarial, como queria Eduardo Cunha.
Em sua primeira derrota desde que assumiu a presidência da câmara, Eduardo Cunha não conseguiu aprovar o distritão e o financiamento empresarial a candidatos. No entanto, decidiu votar novamente, no dia seguinte, o financiamento eleitoral, propondo dessa vez o financiamento direto a partidos, o que acabou aprovado. A atitude de Cunha foi considerada uma "manobra".
Um total de 25 propostas foram votadas em primeiro turno na Câmara, tanto em relação ao PL, quanto em relação à PEC, sendo a maioria delas aprovada.

## Senado e volta da Reforma à câmara

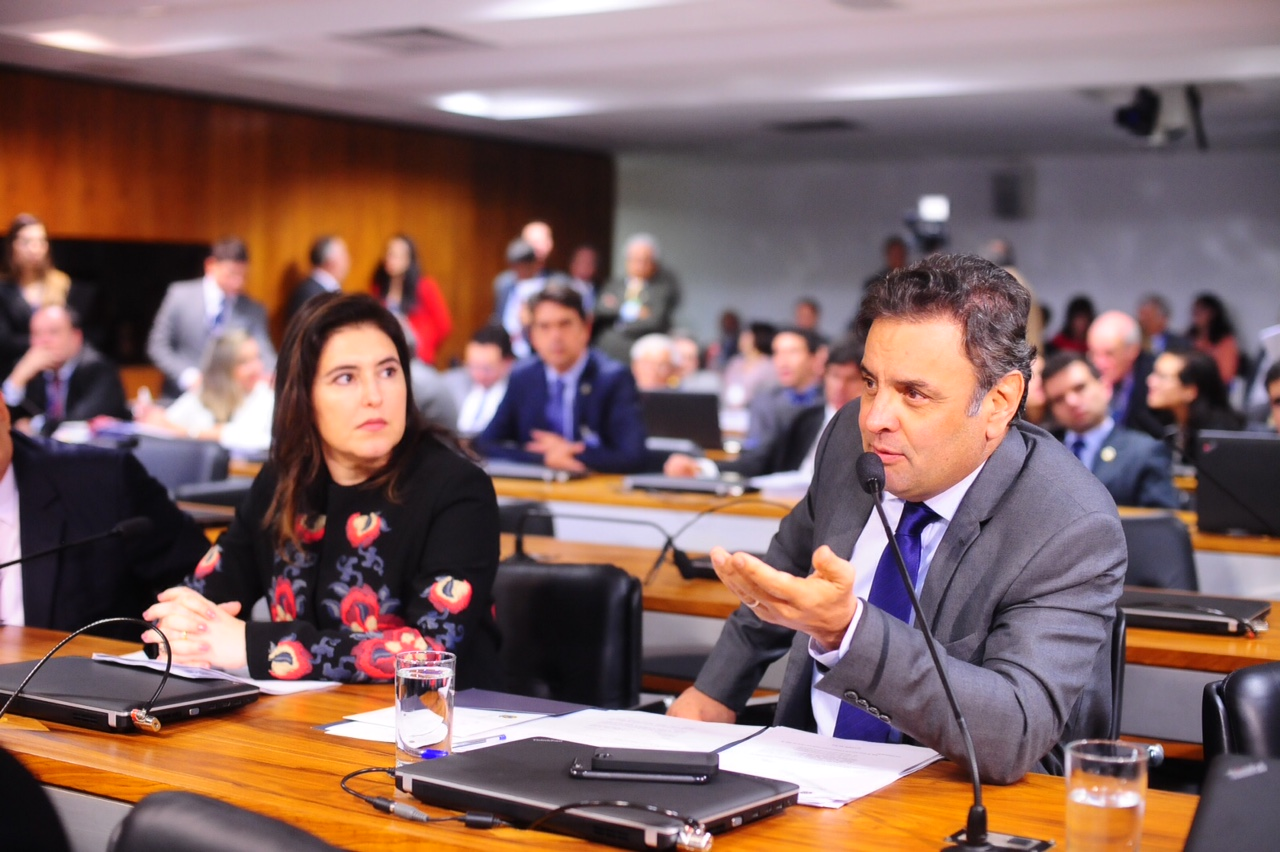
Senadores Simone Tebet (esq.) e Aécio Neves durante reunião da Comissão de Reforma Política, em 2015

Contrariando decisão da Câmara, o Senado em setembro derrubou a parte da PEC que previa o financiamento empresarial. No entanto, o projeto de lei prosseguiu, e mesmo derrotado no Senado, a última palavra seria da Câmara, que manteve o texto inicial, onde o financiamento das campanhas por empresas passaria a ser expressamente liberado. Na mesma semana, Gilmar Mendes liberou a ADI sobre a matéria, para votação no STF. No dia 17, o plenário do tribunal, por 8 votos a 3, decidiu que o financiamento empresarial era inconstitucional. Ainda assim, a matéria continuou em tramitação na Câmara, sendo aprovada, mas por fim, esse trecho da nova lei acabou vetada pela presidente Dilma, e Eduardo Cunha, ardoroso defensor do financiamento por empresas, não conseguiu o quórum para derrubar o veto.
Modificações na urna eletrônica também foram aprovadas, de forma a que o equipamento passe a imprimir o comprovante do voto, para ser automaticamente depositado numa urna à parte, de forma a permitir uma auditoria do voto. Esse trecho do projeto de lei também foi vetado por Dilma, mas o veto foi derrubado em novembro, passando a valer para as eleições de 2018.

## Resultado final

### PL
A minirreforma eleitoral foi aprovada como Lei 13165/2015.

### PEC
A PEC da reforma política terminou em forte impasse no Senado e acabou ficando para ser finalizada em 2016, não havendo acordo a respeito do fim da reeleição. Por fim, o único consenso foi em relação à constitucionalização da fidelidade partidária - conceito esse que há muito já havia sido reconhecido pela jurisprudência do TSE. A constitucionalização permitiu, junto com ela, uma "janela" de 30 dias para que os parlamentares pudessem trocar livremente de partido, sem, no entanto, levarem a proporção equivalente a seus mandatos do fundo partidário e tempo de TV. O fim da reeleição e a constitucionalização do voto impresso acabaram sendo rejeitados na tramitação da PEC, que foi promulgada como Emenda constitucional 91, em 18 de fevereiro de 2016.